# 五龙沟 (都兰)
五龙沟是位于中华人民共和国青海省海西蒙古族藏族自治州都兰县西部的一条河流，发源于布尔汗布达山系海德乌拉山，自源流向西北穿行于约30千米长的峡谷，出山口后河水分散渗入地下，在青藏公路以北约15千米，部分潜流分散涌出地面，丰水时向北流入南霍鲁逊湖，枯水时消失于沙漠中。河长60.7千米，流域面积1106平方千米，年均径流量0.347亿立方米。